# 祈楚拉康
27°26′28″N 89°22′32″E / 27.44111°N 89.37556°E

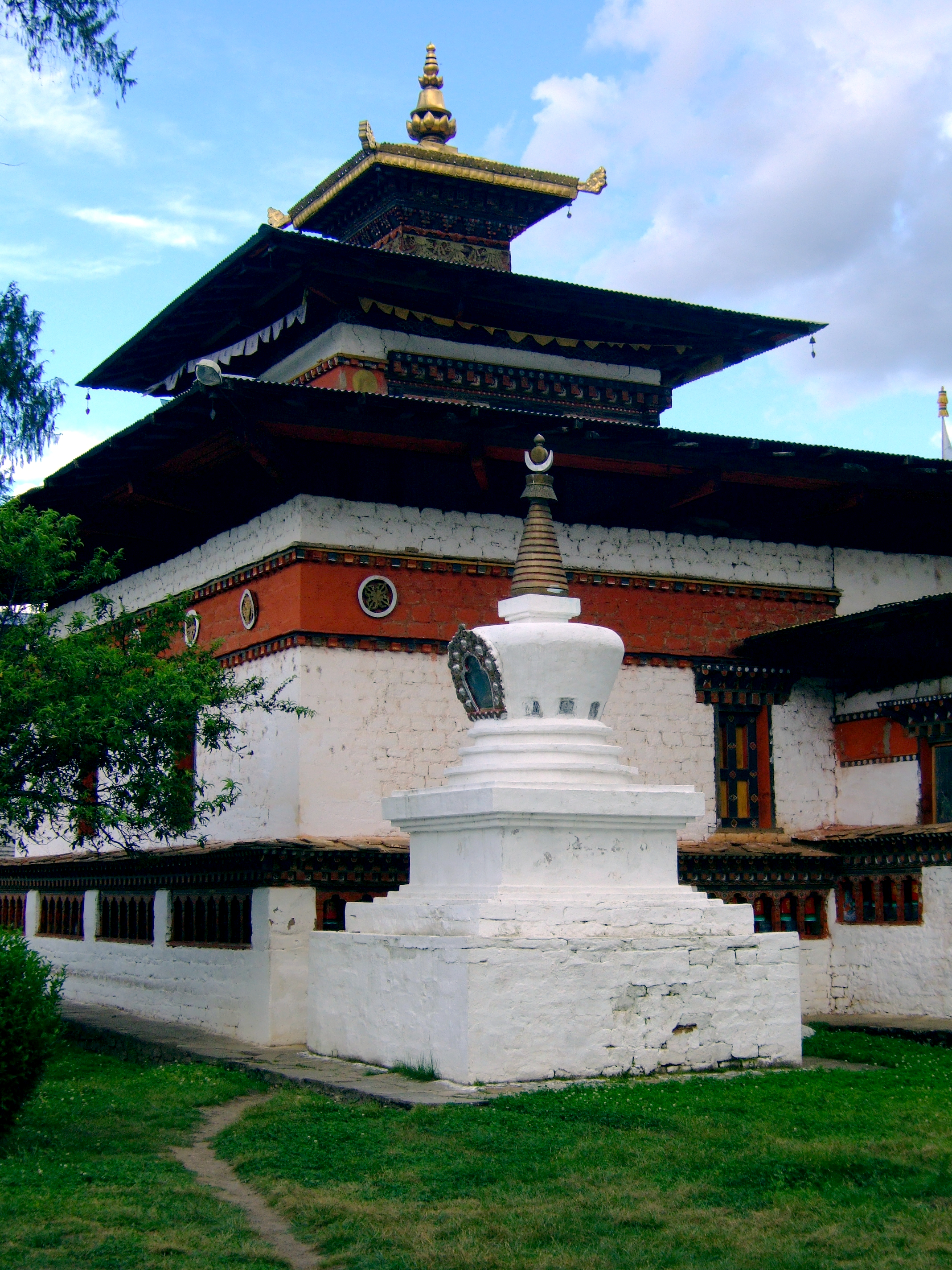
祈楚拉康

祈楚拉康（宗喀語：སྐྱིད་ཆུ་ལྷ་ཁང་），意為古雀寺或朱雀寺，音譯為祈楚寺，又稱千手千眼觀音寺，是不丹王國所興建的第一批宗教堡壘，為不丹境內非常古老的藏傳佛教寺廟。祈楚拉康興建於西元七世紀，坐落於不丹西面帕羅宗的帕羅河谷，海拔高約2300米，是不丹王國西部非常著名的佛教寺廟與行政中心，為不丹王室舉行重要慶典的場所。港星梁朝偉和劉嘉玲在不丹舉辦世紀婚禮時，曾在此拍攝婚紗照。 

## 簡介
祈楚拉康是不丹最古老的佛教寺廟之一，它興建於公元七世紀（約659年）由西藏吐蕃王朝藏王松贊干布所興建。據傳當時通曉地理的文成公主觀察西藏的地形宛若仰臥的羅剎魔女，對西藏國運發展不利，於是建議藏王在魔女的心臟位置興建三座王宮和大昭寺來鎮壓，又在魔女的四肢關節處修建「鎮魔十二神廟」來釘住魔女的四肢。鎮魔十二神廟分為：「鎮肢四大寺」、「鎮邊四大寺」和「鎮翼四大寺」，祈楚拉康便是鎮邊四大寺其中一座佛寺。
祈楚寺內的主殿覺沃拉康（Jowo Lhakhang）供奉的是釋迦牟尼佛八歲的等身佛像，一般認為塑造時間與西藏小昭寺的覺沃佛同一時期，是不丹王國的國寶佛像。祈楚拉康興建初期規模不大，後經歷代佛教高僧主持擴建，逐建擴大規模，最近一次是由不丹太王太后格桑卻登‧旺楚克（Kesang Choden）於1965年倡導擴建，於原祈楚拉康旁增建一座風格相同的咕嚕拉康（Guru Lhakhang），供奉蓮花生大士和手持鲜花弓箭的咕嚕咕咧佛母，兩座拉康建築時間相差了1300年，使祈楚拉康成為一座少有的雙寺廟佛寺。
寺中除了珍藏許多珍貴的歷史文物及佛教經典外，還供奉了寧瑪派頂果欽哲法王的靈骨舍利塔及曾任西藏四大教派總教主，有鐵橋活佛和藏戲之父之稱的唐東迦波大菩薩所鍛造的一截鐵鍊。第一世頂果欽哲仁波切是藏傳佛教寧瑪派的祖古及伏藏師，寧瑪六大寺系之雪謙寺住持，藏傳佛教利美運動的主要領導者，寧瑪派第二任掌教法王及不丹王國的國師。

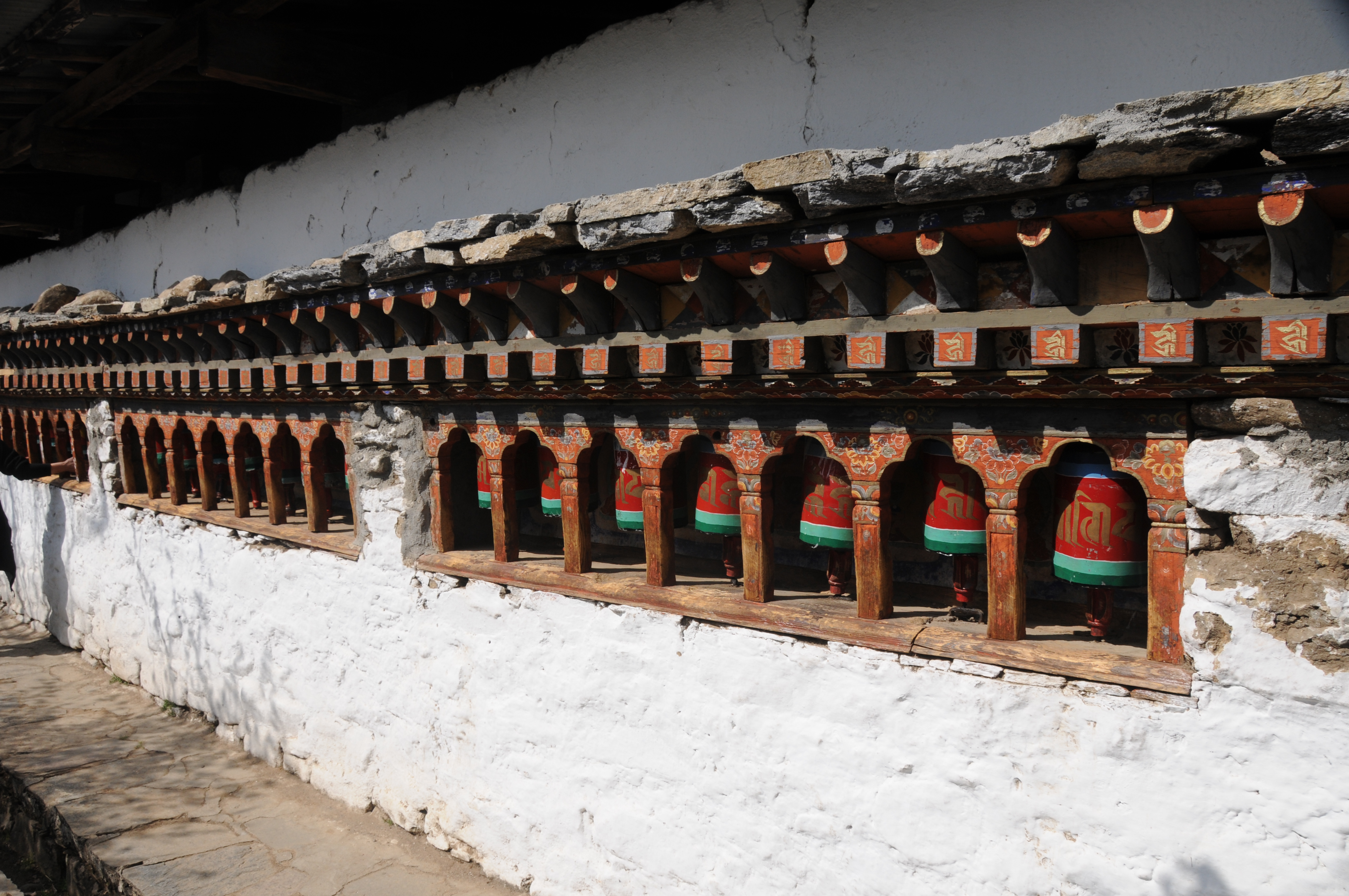
祈楚拉康內的轉經桶

## 供奉佛像
- 釋迦牟尼佛
- 千手千眼觀世音菩薩
- 蓮花生大士
- 作明佛母

## 外部連結
- 靈鷲山佛教教團－不丹－祈楚寺 （页面存档备份，存于）
- 祈楚寺 Kyichu Lhakhang，不丹帕羅[永久]
- 不丹旅游网－祈楚寺（Kyichu Lhakhang） （页面存档备份，存于）